# Lightweight (Fahrrad)
Lightweight ist eine Marke der Carbovation GmbH und bekannt für ihre in Handarbeit gefertigten Carbon-Laufräder für Rennräder.
Gegründet wurde Lightweight 1995 in München von den Werkzeugmachern Rudolf Dierl und Heinz Obermayer. Bekanntheit erlangte das in Handarbeit und komplett aus Carbonfasern gefertigte Laufrad, weil zahlreiche erfolgreiche Profi-Radsportler Lightweight-Laufräder, obwohl vertraglich an andere Sponsoren gebunden, nutzten.

## Alleinstellungsmerkmal
Das als Lightweight im Rennradsport bekannte Laufrad (Felge-Nabe-Speiche-Komplettrad) entsteht in Handarbeit und Monocoque-Bauweise.
Die Versuche der Branchenriesen Mavic, Zipp, Corima und anderer Mitte der 2000er-Jahre, ebenso Räder in Monocoque- oder Semi-Monocoque-Bauweise herzustellen und zu verkaufen, blieben nahezu erfolglos.
Den Massenmarkt der Carbonfelgen besetzten seit Anfang der 2010er Hersteller aus China, Taiwan und Vietnam.

## Unternehmenssitz
Seit 2008 findet die Bauteilefertigung im neuen Betriebsgebäude in der Otto-Lilienthal-Straße in Friedrichshafen am Bodensee und die Endmontage in Hailfingen bei Rottenburg am Neckar statt.

## Geschichte

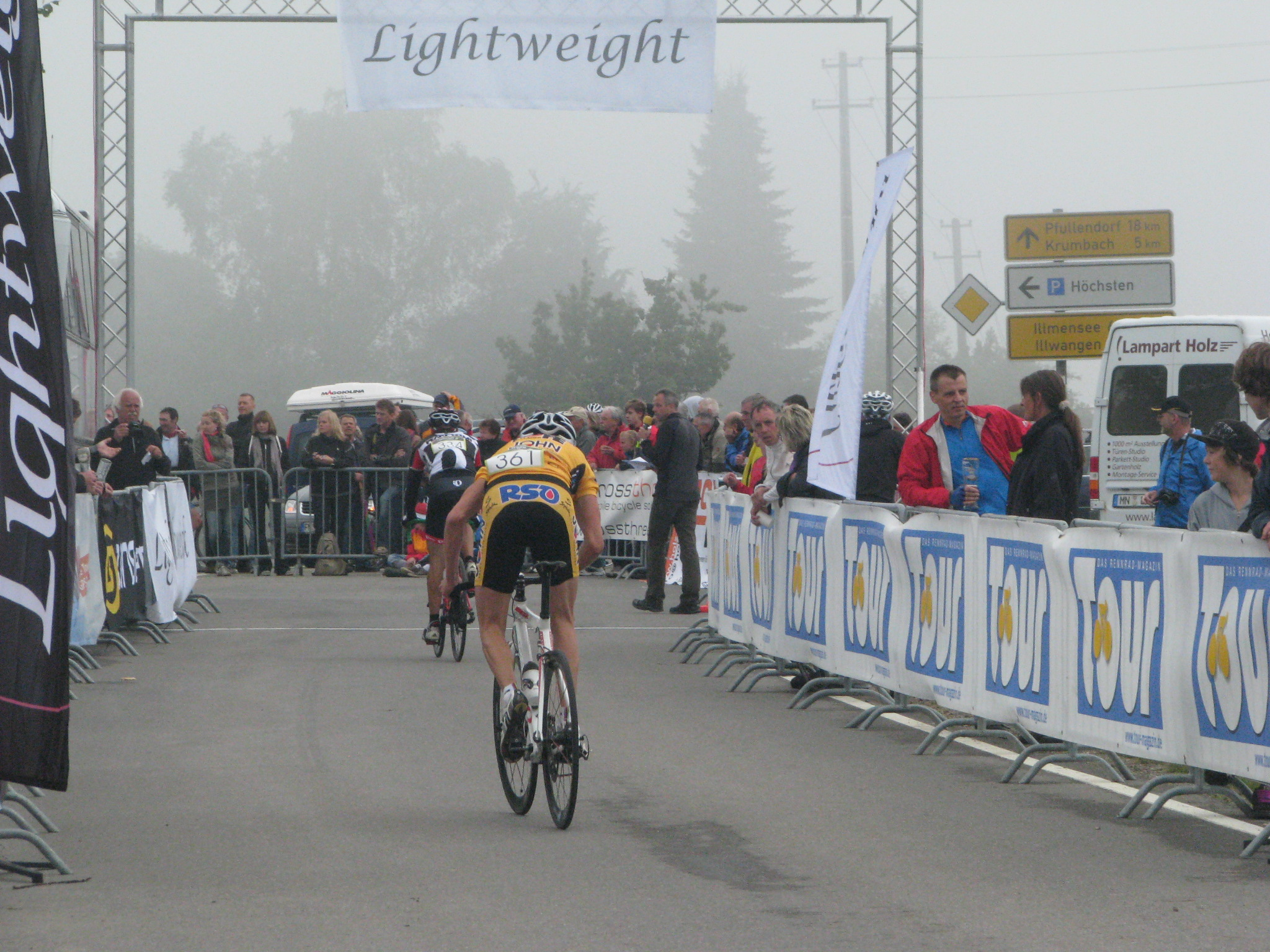
Lightweight Uphill 2006–2012

- 1988: Bereits in den 1980er-Jahren bauten die beiden Werkzeugmacher Räder für Sulkys, aus denen nach einigen Jahren die ersten Scheibenräder für den Radsport entstanden. Produziert wurde in einer Garage auf einem Bauernhof mit einem Leberkäseofen und LKW-Standheizung.[6][7][8]
- 1990 arbeiten Dierl und Obermayer in der heimischen Werkstatt an der Konstruktion und Serienfertigung kompletter Laufräder (Felge, Nabe und Speichen) aus Faserverbundwerkstoffen. Bei der ersten Generation kam eine Kombination von überwiegend Carbonfasern und nachrangig Aramidfasern zum Einsatz. Der Vertrieb erfolgte über Heydenreich unter dem Namen ULTEC.
- 1992 Vorstellung eines Laufradsatzes mit einlaminierten Speichen, zunächst noch mit niedrigem Felgenprofil.[9]
- 1994 erste UCI-Zertifizierung und offizielle Zulassung im Rennsport
- 1995 Einführung des Lightweight-Laufrädes in seiner bis heutigen Form mit Aeroprofil. Vertrieb über Heydenreich unter dem Namen Heylight
- 1997 Markenumbenennung von Heylight auf Lightweight.
- 2002 Geschäftsübernahme durch CarbonSports GmbH. Hauptgesellschafter: Heinz Obermayer, Erhard Wissler und Stefan Behrens.[10]
- 2009 Ausscheiden des Gesellschafters und Geschäftsführers Stefan Behrens.[11]
- 2015 Einführung einer eigenen Bekleidungslinie
- 2019 Antrag der Holding Wissler-Group auf Sanierung in Eigenverwaltung beim Amtsgericht Esslingen. Restrukturierung mit dem neuen Partner Murtfeldt Kunststoffe unter dem Firmennamen Carbovation GmbH.[12][13]

## Technikentwicklung
- 1995 Fertigung der ersten Generation Laufräder für Schlauchreifen aus einer Kombination Carbon- und Aramidfasern.
- 2006 Entwicklung und Markteinführung von Laufrädern ohne Aramidfasern
- 2008 Entwicklung und Markteinführung eines Vollcarbon-Clinchers für Draht- und Faltreifen durch Simon Theilig[14][15]
- 2010 Fertigung von Acht-Speichen-Laufrädern
- 2013 Zukauf von Rennradrahmensets und weitern Radkomponenten aus Vietnam.[16]
- 2015 Einführung der Bekleidungslinie Edelstoff mit Fertigung in Portugal[17]

## Sportliches Engagement und Sponsoring
Neben einem aggressiven Guerilla-Marketing der ersten Jahre sponserte Lightweight anfänglich nur Einzelsportler aus dem Triathlon- und Rennradbereich. In den Jahren 2006–2012 wurde Lightweight Haupt- und Titelsponsor bei Stoppomat und dem dagehörigen Bergzeitfahren Lightweight Uphill. Es folgten zwei Engagements bei ProTour-Teams.
- 2006–2012 Ausgestalter des Lightweight Uphill
- 2011–2012 Veranstalter der Deutschen Bergmeisterschaften im Rahmen des Lightweight Uphill
- 2007–2008 offizielle Beteiligung[19] Team Unibet
- 2009–2011 offizieller Ausstatter[20] des Team Milram